# ロジック (バンド)
ロジック（Lodgic）は、アメリカ合衆国のロック・バンドで、唯一のアルバム『Nomadic Sands』を発表している。

## 略歴
ロジックはラスベガスで幼い頃からの友人同士だったマイケル・シャーウッド（キーボード、バック・ボーカル）、ジミー・ホーン（ギター）、ゲイリー・スターンズ（ドラム）、マイク・ハルシー（キーボード）によって結成された。彼らはやがてロサンゼルスに拠点を移した。
1981年、マイケルの弟で当時16歳のビリー・シャーウッドが加入し、同じくガイ・アリソンがキーボードで加入することとなった。
1985年、A&Mレコードからリリースされたアルバム『Nomadic Sands』は、シャーウッド兄弟、ホーン、アリソン、スターンズというラインナップによって演奏された。このアルバムは、デヴィッド・ペイチとスティーヴ・ポーカロ（両方ともTOTO）とトム・ノックスによって共同プロデュースされた。アルバムは米国チャートでは失敗したものの、最初のシングル「Lonely Man」が、マーク・ハーモン、カースティ・アレイ出演の映画『Ｌ.Ａ.恋愛大作戦／プールサイド・ダンディ (Prince of Bel Air)』でフィーチャーされた。
ロジックはスーパートランプのツアー数日でオープニング・アクトを務めたが、バンドとしての終焉を迎え、ビリー・シャーウッドとアリソンによるバンド、ワールド・トレイドへと進化していった。
ロジックによる成果は限られたものだったが、その遺産は将来のコラボレーションにあったといえるだろう。ワールド・トレイドのほかには、シャーウッド兄弟とホーンが後にイエスと共に働くことになり、3人ともアルバム『結晶』に参加した。さらにビリー・シャーウッドとホーンは、The Key、クリス・スクワイア・エクスペリメント、サーカで一緒に働くこととなった。

## ディスコグラフィ

### アルバム
- Nomadic Sands (1985年)